# Кулєшов Аркадій Олександрович
Аркадій Олександрович Кулєшов (6 лютого 1914, с. Самотевичі (нині Костюковицький район, Могильовська область, Білорусь), Чериковський повіт, Могильовська губернія, Російська імперія — 4 лютого 1978) — білоруський радянський поет, письменник, перекладач, сценарист. Народний поет Білорусі (1968).

## Біографія
Народився в сім'ї вчителів. В 1928 вступив до Мстиславського педагогічного технікуму, у 1931 перейшов на перший курс літературного факультету Білоруського педагогічного інституту, де провчився до весни 1933. Входив в БелАПП.
Працював у редакції газети «Червона зміна» (1934), на Білоруському радіо (1934–1936), літконсультантом в кабінеті молодого автора при Спілці письменників БССР (1936–1937). У 1941–1943 — на фронті в армійській газеті «Знамя Советов», в 1943–1945 — в Білоруському штабі партизанського руху. У 1945–1946 — редактор газети «Література і мистецтво», в 1958–1967 — начальник сценарного відділу, головний редактор кіностудії «Беларусьфільм».
В 1961 в складі делегації БССР брав участь в роботі XVI сесії Генеральної Асамблеї ООН.
Обирався депутатом Верховної Ради БРСР (1947–1978). Член Спілки письменників СРСР з 1934.